# Gmina Wyznaniowa Żydowska w Katowicach
Gmina Wyznaniowa Żydowska w Katowicach – gmina żydowska z siedzibą w Katowicach przy ulicy 3 Maja 16, będąca członkiem Związku Gmin Wyznaniowych Żydowskich w Rzeczypospolitej Polskiej. Swoim zasięgiem obejmuje część województwa śląskiego oraz świętokrzyskiego.

## Struktura organizacyjna
Gmina powstała w 1993 roku, z przekształcenia istniejącej w latach 1946–1993 Kongregacji Wyznania Mojżeszowego w Katowicach w Gminę Wyznaniową Żydowską. W 2021 roku zrzeszała 140 członków. Od września 2009 roku do marca 2010 roku rabinem gminy był Shlomo Kučera, natomiast w latach 2010–2015 był nim Yehoshua Ellis ze Stanów Zjednoczonych.
W marcu 2010 roku przeniesiono biura oraz dom modlitwy z ulicy Młyńskiej 13 do nowej siedziby przy ulicy 3 Maja 16. Tam też znajduje się dom modlitwy im. Chaskela Bessera, a także funkcjonuje katowicki oddział Towarzystwa Społeczno-Kulturalnego Żydów w Polsce. Gmina posiada swoją filię w Gliwicach przy ulicy Dolnych Wałów 9. Salę modlitw w Bytomiu zlikwidowano 22 sierpnia 2017 roku. Nabożeństwa celebrowane są regularnie we wszystkie szabaty oraz święta.
Pod opieką gminy znajdują się cmentarze żydowskie w: Katowicach, Gliwicach (nowy i stary), Bytomiu, Pilicy, Radoszycach, Chrzanowie, Zatorze, Czeladzi, Zawierciu, Zawierciu-Kromołowie, Sosnowcu-Rudnej i Sosnowcu-Modrzejowie.
W siedzibie gminy znajduje się prywatny gabinet medyczny. W ramach opieki lekarskiej przyjmuje lekarz pierwszego kontaktu, pielęgniarka, organizowane są wizyty domowe oraz dokonywane są szczepienia ochronne. Ze środków gminy wyremontowano pomieszczenia przeznaczone na działalność rehabilitacyjną. Ponadto znajdują się tam także koszerna kuchnia ze stołówką, która wydaje około 40 posiłków dziennie. Wolontariusze dowożą posiłki do domów osobom obłożnie chorym i starszym.

## Władze
Władze gminy wybrane 10 kwietnia 2022 roku:
- Przewodniczący: Włodzimierz Kac
- Wiceprzewodnicząca: Dorota Burchard
- Skarbnik i członek Zarządu ds. cmentarzy: Sławomir Pastuszka
- Członek Zarządu ds. kontaktów z zagranicą: Jerzy Kanarek
- Członek Zarządu: Władysław Bebłot
- Komisja rewizyjna: Agnieszka Chodos, Kazimierz Majchrowski, Julian Reiser
- Sąd polubowny: Henryk Albert, Renata Gutman, Emilia Lipman

Poprzedni przewodniczący: 
- Feliks Lipman (1993–2002)[2]